# تایلان دومان
تایلان دومان (انگلیسی: Taylan Duman؛ زادهٔ ۳۰ ژوئیهٔ ۱۹۹۷) بازیکن فوتبال اهل آلمان است.
از باشگاه‌هایی که در آن بازی کرده‌است می‌توان به باشگاه فوتبال فورتونا دوسلدورف اشاره کرد.